# Georgenstraße (München)
Die Georgenstraße ist eine Straße in München. Sie verläuft in Ost-West-Richtung nördlich der Innenstadt und trennt die Maxvorstadt im Süden von Schwabing im Norden. Sie führt von der Leopoldstraße im Osten zur Lothstraße im Westen. In der Straße stehen besonders an ihrem Anfang mehrere Prachtbauten, Richtung Westen stehen eher einfache Mietshäuser. Verkehrsmäßig ist die Georgenstraße von geringerer Bedeutung und daher trotz relativer Zentrumsnähe verhältnismäßig ruhig. Vornehmlich finden sich in der Straße Wohnungen, kleinere Läden, Cafés und sonstige Kleingewerbebetriebe.

## Geschichte
Die geschlossene Bebauung der Maxvorstadt reichte in der Mitte des 19. Jahrhunderts vom Stadtzentrum aus nur bis zur Adalbertstraße, einer südlichen Parallelstraße der Georgenstraße. Die Georgenstraße entstand zwischen Landwirtschaftsflächen und wurde zunächst als „Tambosi-Anger“ bezeichnet. Als 1851 die Grundstücke entlang dieses Feldweges parzelliert wurden, diente der Weg fortan als Abkürzung oder Schleichweg zwischen der bis ins Jahr 1877 noch unter der Bezeichnung Schwabinger Landstraße bekannten Leopoldstraße und der Nordendstraße, vormals unter der Bezeichnung Türkengraben.
Am 13. November 1856 ließ der damalige Bürgermeister Kaspar von Steinsdorf im Polizei-Anzeiger offiziell zur Kenntnis bringen, dass durch ein Reskript des Staatsministeriums des Inneren ab dem 21. November 1856 der Verbindungsweg nun den Namen Georgenstraße erhalten solle. Unklar bleibt dabei die Frage der Namensgebung und -herleitung. Karl von Rambaldi erklärt, dass die Straße in Richtung der ehemaligen Schwimmschule, später Sommerbad am Würmkanal, in der Georgenschwaige im Riesenfeld 2 geführt hätte und leitet den Namen von dieser Schwaige ab. Auch Franz Zauner spricht für diese Namensgebung. Dollinger lässt diese Namensherleitung bis heute unverändert.
Die Georgenstraße bildete somit eine geraume Zeit lang die nördlichste Ost-West-Straße auf Münchner Stadtgebiet vor der Burgfriedensgrenze zum damals noch selbständigen Dorf Schwabing. Aus dem Adressbuch für München von 1859 ergibt sich wenig später die Hausnummernfolge 1 bis 17 mit Statusangaben, ob schon bebaut, als Bauplatz freigegeben oder wirtschaftlich genutzt. Auch ein nachfolgendes Adressbuch von 1861 listet die damaligen Anwohner und die Bebauung auf und ordnet sie dem Stadtbezirk Maxvorstadt zu. Weiterhin sind noch 9 Nummern als Bauplätze ausgewiesen.
In den Jahren von 1866 bis 1891 wurde die Georgenstraße bis kurz vor die Winzererstraße verlängert um den hier neu entstandenen Bauparzellen, ab dem Türkengraben in westlicher Richtung führend, Anschluss zu gewähren. Sie durchquert von nun an auch den Stadtteil Schwabing.
Ab 1873 wurde das Areal zwischen Adalbertstraße, Georgenstraße, der damaligen Schwabinger Landstraße (heute Leopoldstraße) und dem Türkengraben (heute Nordendstraße) durch eine Baugesellschaft entwickelt.
Mit der Eingemeindung von Schwabing 1890 bildete die Georgenstraße die nördliche Grenze der Maxvorstadt zum neuen Stadtbezirk Schwabing, zuvor lag die Grenzlinie zu Schwabing weiter nördlich entlang der heutigen Hohenzollern-, Ainmiller- und Elisabethstraße. Aufgrund der Grenzfunktion der Straße zwischen Maxvorstadt und Schwabing liegen aktuell die ungeraden Hausnummern in der Maxvorstadt, die Häuser mit den geraden Hausnummern in Schwabing.
Auch noch 1905 bildete die Georgenstraße die nördliche Siedlungsgrenze der Maxvorstadt, denn zwischen der Georgen- und der Hohenzollernstraße standen nur vereinzelt Gebäude.

## Kartographie
Im Plan der königlichen Haupt- und Residenzstadt München in seinem ganzen Burgfrieden dargestellt von 1858/59 ist die Georgenstraße vollständig eingezeichnet. In der vierten Auflage von Meyers Konversationslexikon von 1888 ist die Georgenstraße auf dem Stadtplan Münchens von der Leopoldstraße her abschnittsweise zu sehen. In der vierzehnten Auflage des Brockhaus Konversations-Lexikons von 1891 ist die Straße schon mit einer ansehnlichen Bebauung dargestellt.

## Verkehrsgeschichte
Bis 1906 überquerte die Straßenbahn-Linie die Georgenstraße mit der Farbe gelb und rotem Licht von der Haltestelle Schleißheimer/Georgenstraße bis zum Ostfriedhof. Nach der Umstellung von Linienfarben auf "arabische" Liniennummern vom 12. Oktober 1906 war dies die Linie 7. Ebenfalls ab diesem Zeitpunkt fuhr die Linie 17 in einer von der Linie 7 abweichenden Führung zum Ostfriedhof. Seit 1904 fuhr die Linie 8 bis zum Riesenfeld in Milbertshofen. Ein eigener Gleiskörper entlang der Georgenstraße existierte nie. Allerdings wurde im Jahr 1917 an der Häusergruppe Schleißheimer Straße, von der Görresstraße kommend über die Georgenstraße und Zentnerstraße eine Umkehrschleife angelegt, diese aber nach dem Krieg nicht wieder aufgebaut.

## Aktuelle Verkehrsanbindung
- Der U-Bahnhof Giselastraße hat einen südlichen Ausgang zur Haltestelle Georgenstraße der StadtbusLinie 154.
- Vom U-Bahnhof Josephsplatz gibt es zwei Ausgänge zur Georgenstraße.
- Die Haltestelle Nordendstraße der Straßenbahn München liegt wenige Meter südlich der Georgenstraße.

## Baudenkmäler
Direkt an der Georgenstraße liegen 37 Baudenkmäler.

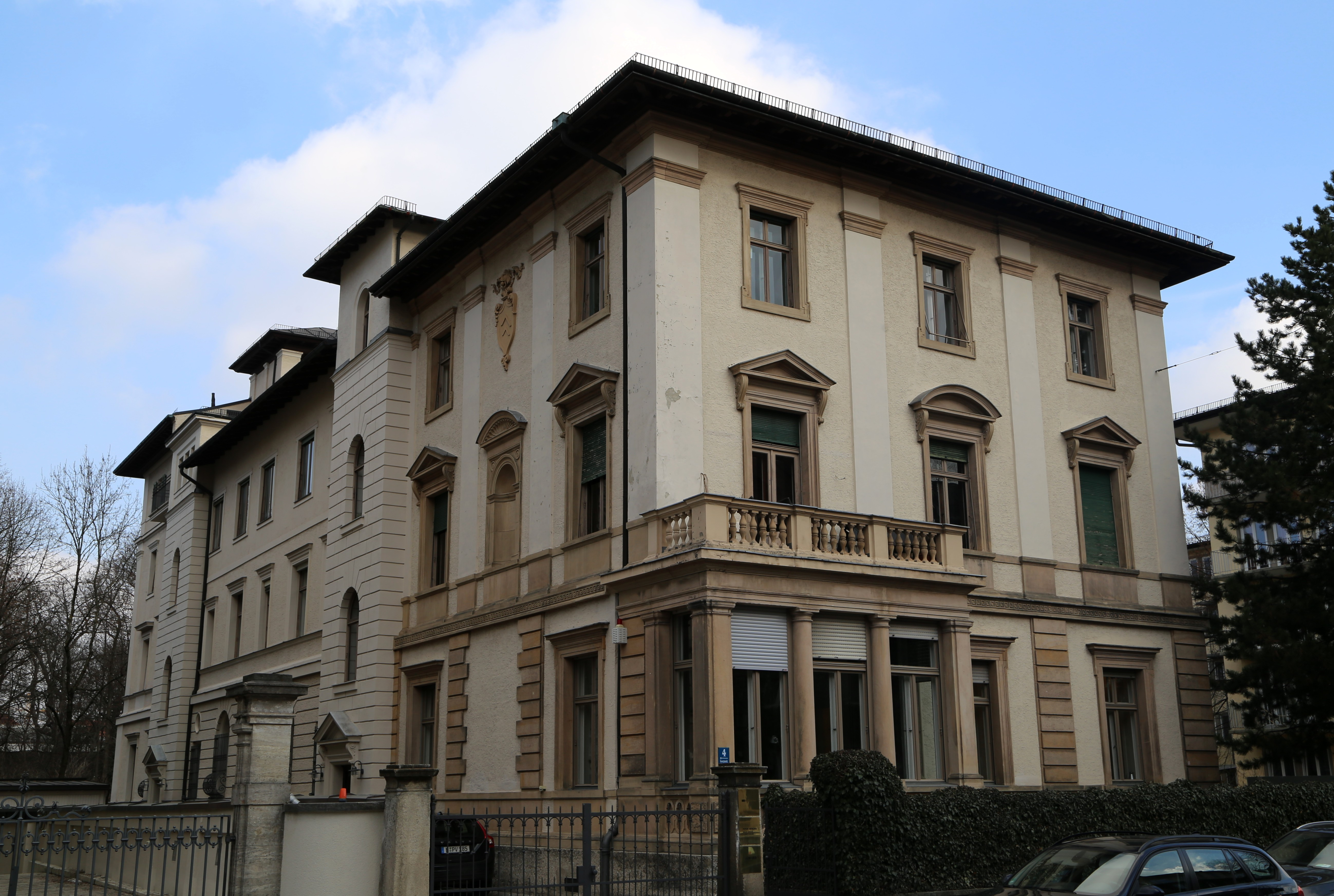
Nr. 4: Piper Verlag
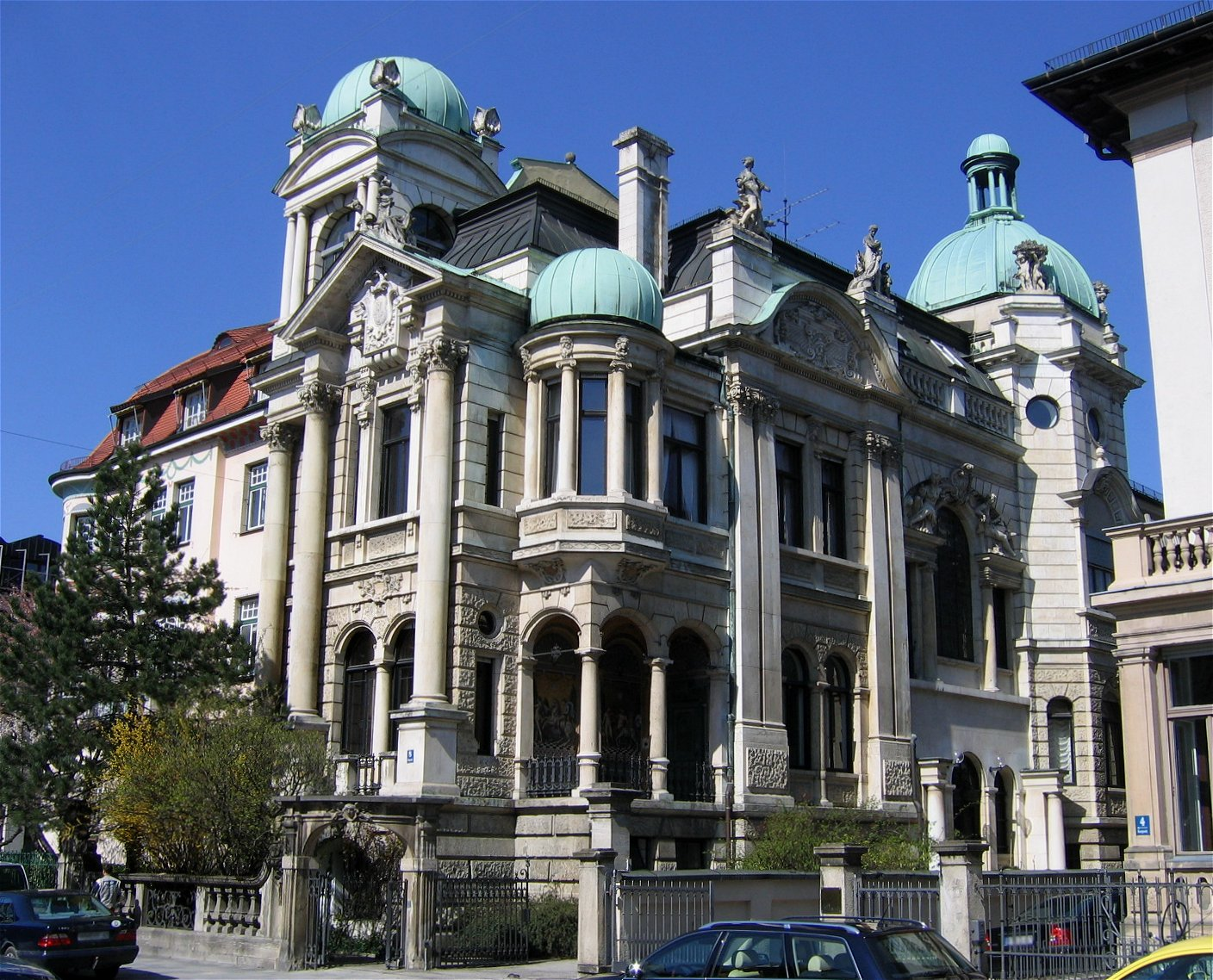
Nr. 8: Pacelli-Palais
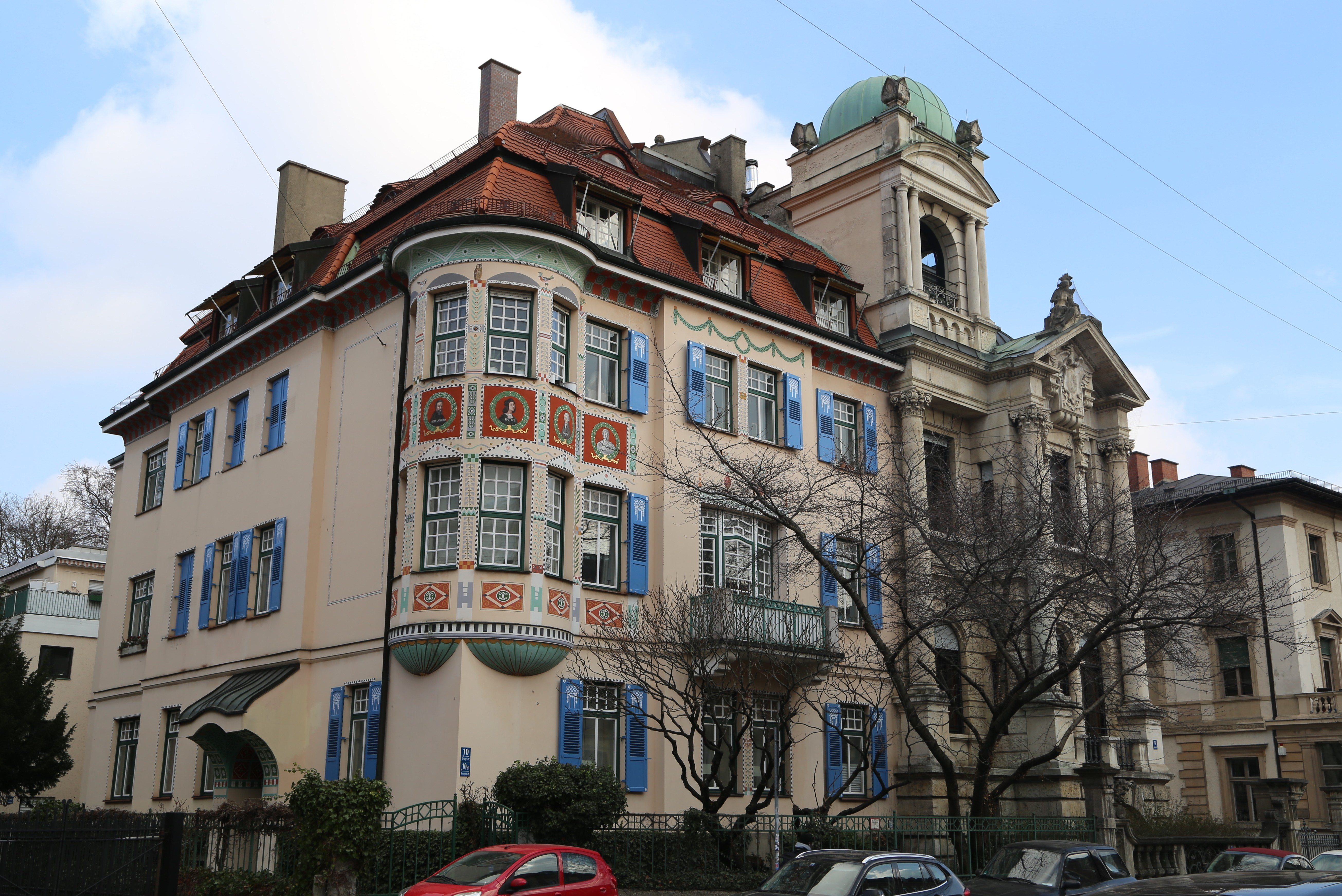
Nr. 10: Palais Bissing
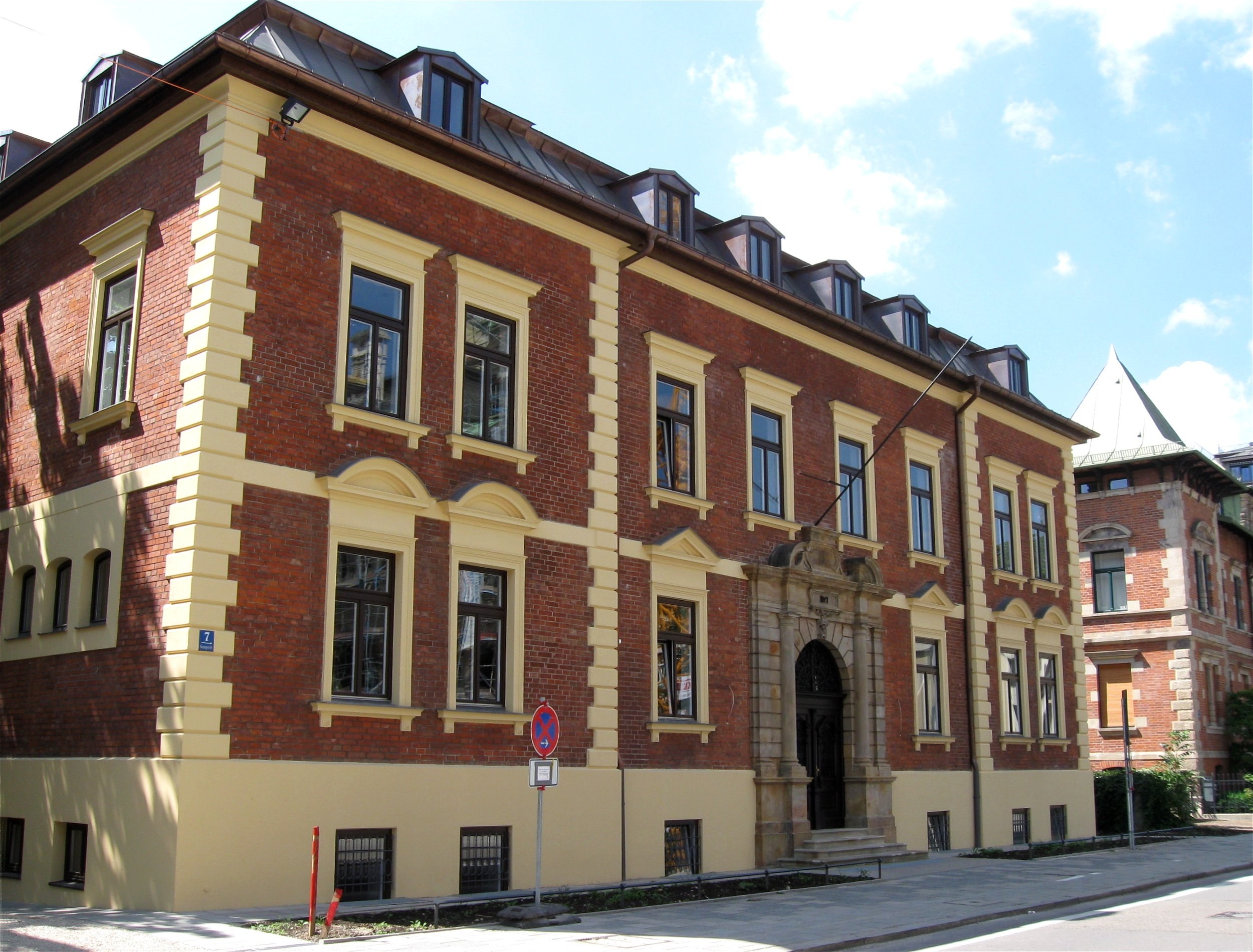
Nr. 7: Villenartiger Neurenaissancebau
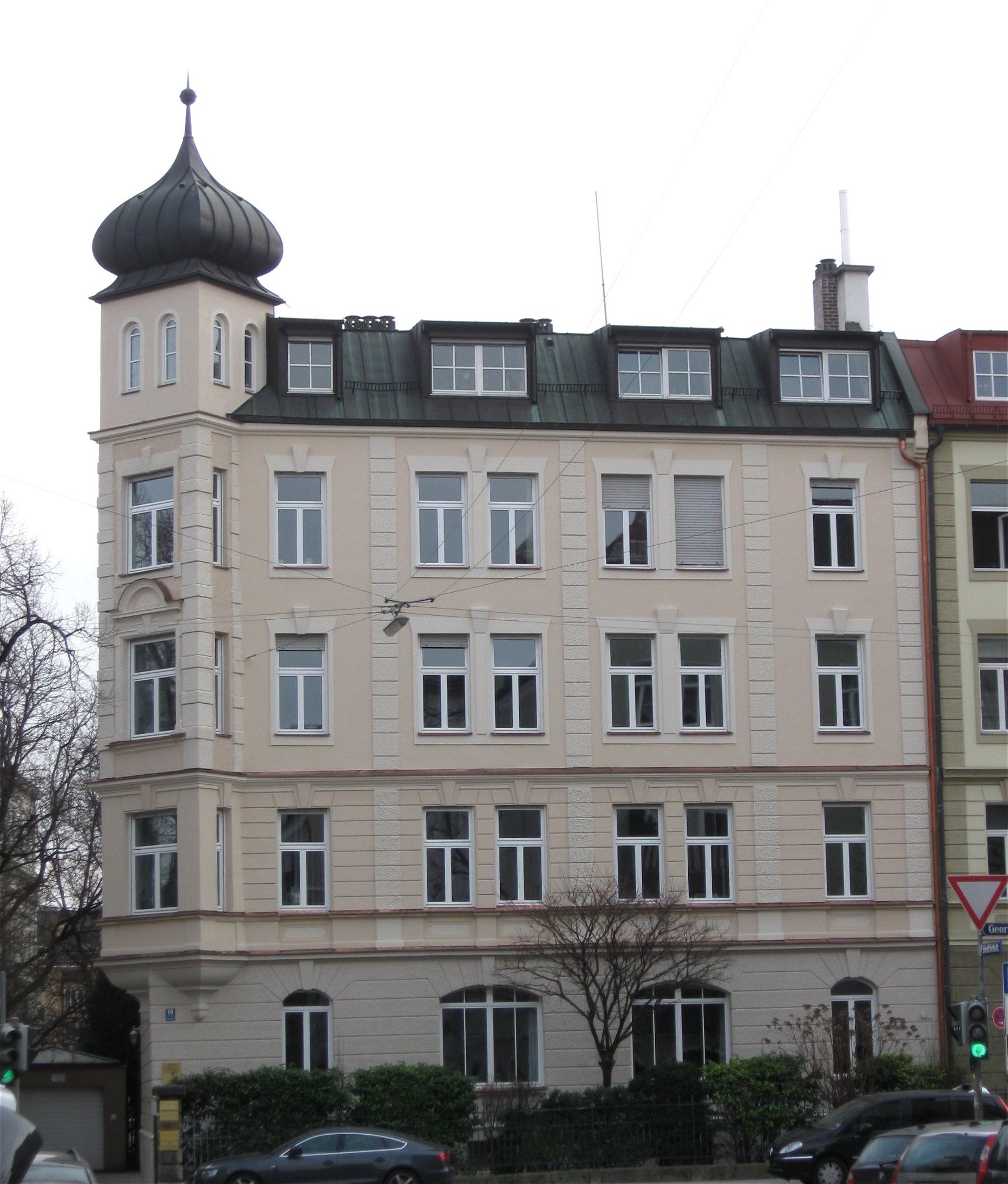
Nr. 19: Mietshaus Ecke Türkenstraße

## Weitere bemerkenswerte Häuser
- Das Haus Georgenstraße 3 baute Paul Ludwig Troost 1906 für den Komponisten Felix vom Rath um. 1951 bis 1973 wohnte der architekturbezogene Maler Charles Crodel im Hauptgeschoss mit einer zur Akademie der Bildenden Künste München führenden Gartenterrasse.
- Im Haus Georgenstraße 4 befindet sich seit 1935 der Sitz des Piper Verlags. Das Gebäude wurde im Zweiten Weltkrieg beschädigt.
- Im Haus Georgenstraße 12 wohnte seit 1930 der 1946 als Hauptkriegsverbrecher hingerichtete Hans Frank, Reichstagsabgeordneter der NSDAP, seit 1933 bayerischer Staatsminister der Justiz und später Generalgouverneur im besetzten Polen.[20]
- Das Haus Georgenstraße 13 gehörte der Witwe des deutsch-baltischen russischen Offiziers Oberst Robert von Ritter, der Zar Alexander II. am 4. April 1866 in St. Petersburg beim ersten Attentat das Leben rettete, woraufhin er in den Adelstand erhoben wurde. Nach seinem Tod am 11. März 1881 (zwei Tage vor dem sechsten Anschlag auf den Zar, bei dem er ums Leben kam) zog Ritters Witwe mit ihren zwei Kindern nach München, wo sie 1898 dieses Haus erwarb. Nach ihrem Tod am 11. Januar 1906 wohnte dort bis zur Zerstörung des Hauses im Zweiten Weltkrieg ihr Sohn, der Kunsthistoriker und Kunstmäzen Robert von Ritter.

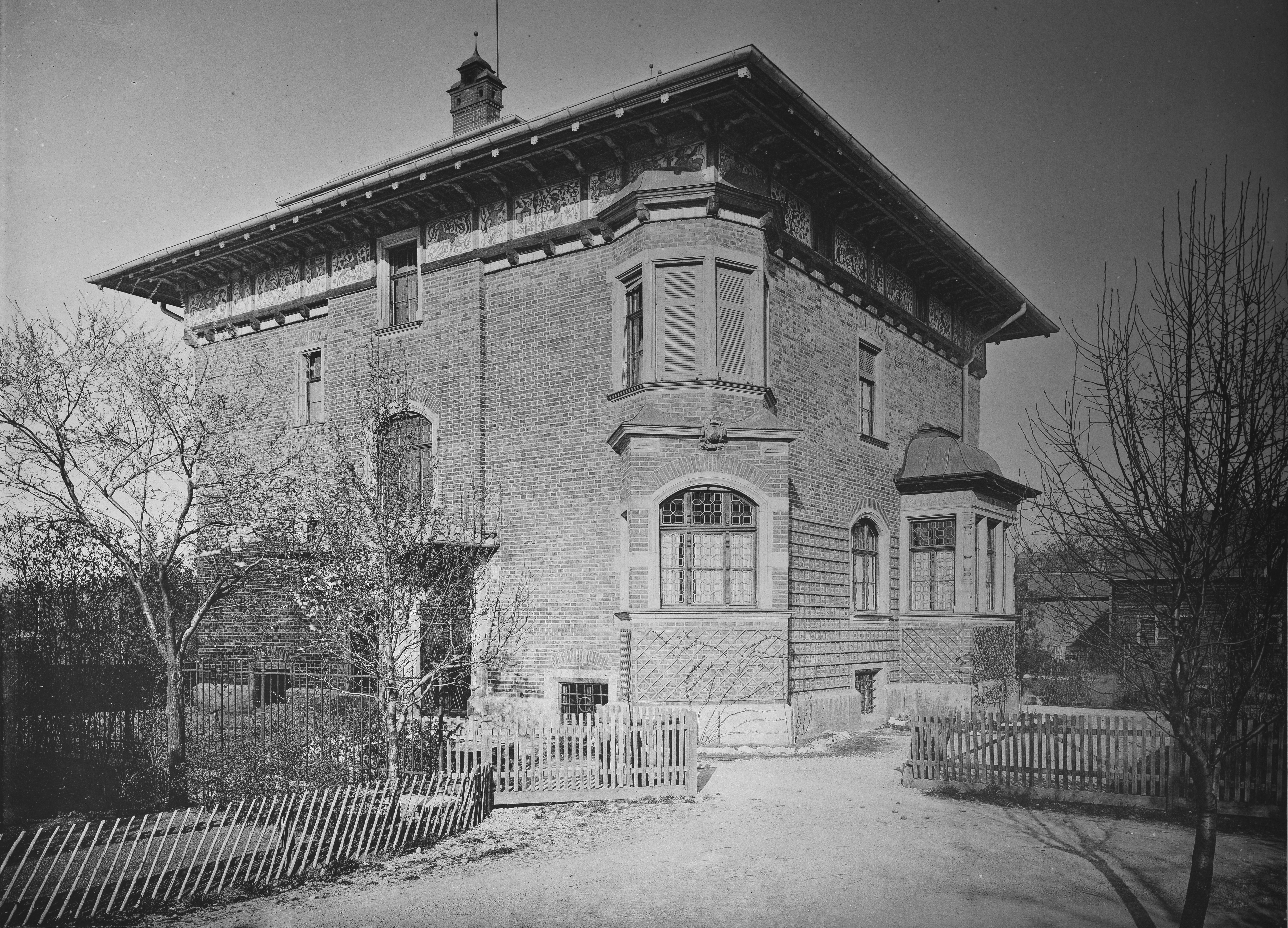
Wohnhaus Thiersch (1890–1945)

- 1889 bezog Friedrich von Thiersch, der wohl prominenteste Münchner Architekt seiner Zeit, sein Wohnhaus Georgenstraße 15a (spätere Hausnummer 18), das im Zweiten Weltkrieg zerstört wurde.[22][23][24]
- Im Haus Georgenstraße 16 unterhielt der Slowene Anton Ažbe eine Malschule, die Künstler anzog, von denen einige später weltberühmt wurden. Zu ihnen zählen Wassily Kandinsky und Alexej von Jawlensky. Sie studierten bei Ažbe unter anderem Technik und Farblehre.[25] Kandinsky lebte von 1898 bis 1901 unweit der Malschule im Haus Georgenstraße 35.
- Im Haus Georgenstraße 24 bewohnten Lion und Marta Feuchtwanger ab 1917 eine Eigentumswohnung.[26]
- Im Haus Georgenstraße 30 lebte die Cembalistin Julia Menz.[27]
- Im Haus Georgenstraße 34 lebte der deutsch-jüdische Komponist und Dirigent Werner Richard Heymann (1896–1961) nach seiner Rückkehr aus dem Exil in Hollywood mit Unterbrechungen von 1951 bis zu seinem Tode.
- Im Haus Georgenstraße 35 wohnte zwischen 1898 und 1901 der Maler Wassily Kandinsky,[28] 1913 der Film-Regisseur Fritz Lang[28] und der Architekt Otto Firle[28] sowie vom Sommer 1919 an „Hitlers erster Feind“ Konrad Heiden.[29]
- Im Haus Georgenstraße 71 besteht eine Nebensynagoge der Münchner Jüdischen Gemeinde.[30][31]